# Tammistu (Kuusalu)
Tammistu – wieś w Estonii, w prowincji Harju, w gminie Kuusalu.